# Kaoru Kurisu
Kaoru Kurisu (栗栖 薫; クリス, カオル; * 1955) ist ein japanischer Neurochirurg an der Universität Hiroshima.
Kurisu erwarb an der Universität Hiroshima einen M.D. und einen Ph.D. Er arbeitete als Postdoktorand bei Asao Hirano am Montefiore Hospital in New York City, dem Universitätskrankenhaus des Albert Einstein College of Medicine. Seit 1995 leitet Kurisu die Abteilung für Neurochirurgie am Universitätskrankenhaus der Universität Hiroshima. Im Juni 2024 hatte er in der Datenbank Scopus 589 Veröffentlichungen gelistet und sein h-Index lag bei 50.
Die Deutsche Gesellschaft für Neurochirurgie (DGNC) verlieh Kurisu 2020 die Fedor-Krause-Medaille, ihre höchste Auszeichnung, die zugleich mit der Ehrenmitgliedschaft verbunden ist.